# Selección de baloncesto de Andalucía
La Selección andaluza de baloncesto es el equipo formado por jugadores andaluces que representan a Andalucía.
Actualmente la selección juega partidos amistosos y no juega en torneos federados.
Andalucía ha jugado dos partidos internacionales amistosos,uno en 1985 contra un combinado all stars de Estados Unidos en Almería y otro encuentro más en 1993 contra Croacia en Sevilla. 
En el encuentro contra Croacia destacaban las gradas vacías, una insana contumacia por coleccionar derrotas dignas y una carencia de material absoluta. Era el retrato perfecto del baloncesto del sur en aquellos tiempos de cambio. José Alberto Pesquera y Javier Imbroda, los seleccionadores de Andalucía, tuvieron que recurrir a un estadounidense (Tommy Jones, del Cajasur de Córdoba), un ruso (Dimitri Minaev, del Loja) y un serbio (Milicevic, sin equipo) para completar un grupo de doce en el que sólo Alfonso Reyes (Estudiantes), Miguel Ángel Cabral (Club Baloncesto Breogán) y unos bisoños Raúl Pérez y Benito Doblado (Caja San Fernando) presentaban cierta experiencia en la ACB. El resto, meritorios y esforzados obreros en ligas de segundo orden.
Resultado del partido:
ANDALUCÍA, 82 (38+44): Curro Ávalos (5), Gaby Ruiz, Raúl Pérez (6), Tommy Jones (9), Milicevic (12) -cinco inicial-, Benito Doblado (14), Alfonso Reyes (9), Cristóbal Rojas (5), Miguel Ángel Cabral (7), Dimitri Minaev (11), Miguel Ángel Luque y Pepe Torrubia (4).
CROACIA, 105 (53+52): Dražen Petrović (24), Alanovic, Danko Cvjeticanin (11), Dino Radja (10), Stojan Vrankovic (14) -cinco inicial-, Velimir Perasovic (5), Gregov (10), Zuric (5), Arapovic (4), Žan Tabak (9), Veljko Mrsic (10) y Kovacic (3).
ÁRBITROS: Radjic (Croacia) y Nieto (España).
INCIDENCIAS: Partido de presentación de la selección andaluza de baloncesto en el I Torneo Comunidad Autónoma, disputado el 24 de mayo de 1993. Unos 1.800 espectadores en el pabellón San Pablo de Sevilla. El concejal de Deportes del Ayuntamiento, Emilio Lechuga, entregó al trofeo de campeón del torneo y el galardón al Jugador Más Valioso a Dražen Petrović.
| Fecha              | Lugar   | Equipo local | Oponente  | Resultado |
| ------------------ | ------- | ------------ | --------- | --------- |
| agosto de 1985     | Almería | Andalucía    | All Stars |           |
| 24 de mayo de 1993 | Sevilla | Andalucía    | Croacia   | 82-105    |

http://cordopolis.es/2013/05/24/el-ultimo-puno-alzado-de-drazen-el-genio-de-sibenik/